# Kiseljak (Republika Serbska)
Kiseljak (cyr. Кисељак) – wieś w Bośni i Hercegowinie, w Republice Serbskiej, w mieście Zvornik. W 2013 roku liczyła 335 mieszkańców.